# San Giorgio Morgeto
San Giorgio Morgeto és un comune (municipi) de la Ciutat metropolitana de Reggio de Calàbria, a la regió italiana de Calàbria, situat a uns 70 km al sud-oest de Catanzaro i a uns 50 km al nord-est de Reggio de Calàbria. A 1 de gener de 2019 la seva població era de 3.030 habitants.
San Giorgio Morgeto limita amb els municipis següents: Canolo, Cinquefrondi, Cittanova, Mammola i Polistena.